# Den lille riddaren (Sienkiewicz)
Den lille riddaren, polsk titel Pan Wołodyjowski, är en roman skriven 1888 av den polske författaren Henryk Sienkiewicz. Översatt till svenska 1902.

## Handling
Boken följer Överste Wolodyjowski, som finns med i alla de tre böckerna skrivna om det polska samväldet av Sienkiewicz. Fast denna gång är Överste Wołodyjowski huvudperson istället för kompanjon. Wołodyjowski är deprimerad efter att hans fru har dött så han beslutar sig för att bli munk. Efter övertalning från sin gamle och hederlige vän Onufry Zagłoba så går Wołodyjowski med på att resa med Zagłoba till deras väns, Ketling. Under tiden de tillbringar på Keitlings "herrgård" kommer Wołodyjowskis syster på besök med två unga damer, Kristina och Barbara. Wołodyjowski blir förälskad i den äldre systern, men hon går med Ketling istället. Wołodyjowski gifter sig med den yngre systern.
På en förfrågan från den polska kungen går Wołodyjowski med i armén igen. Vid denna tid invaderas Polen av det Osmanska riket och Wołodyjowski skickas till fronten.
Denna bok är den sista tredje delen i Sienkiewiczs trilogi om Polen. De andra två är: Med eld och svärd och Syndafloden.
Boken gjordes 1969 om till film och en TV-serie av Jerzy Hoffman.